# Слепа гусларка из Гргуреваца
Слепа гусларка из Гргуреваца која је остала анонимна, била је једна од слепих жена певачица и спада у ред Вукових певача.
Вук Караџић је за њу чуо 1816. године док је боравио у Срему где је певачица била знана захваљујући „три косовске песме”, због чега се претпоставља да је била родом са Косова. Вук је у неколико наврата из Беча писао Лукијану Мушицком у манастир Шишатовац молећи га да му запише поменуте песме. Почетком 1817. године Мушицки је Вуку испунио жељу и послао му не три, већ шест песама. Захваљујући Вуковим белешкама познато нам је да су у питању песме: Пропаст царства Српскога, Косовка девојка, Обретеније главе кнеза Лазара и Марко Краљевић укида свадбарину. Каснији истраживачи су у песме слепице из Гргуревца убројали и песме Марко Краљевић и орао и Мусић Стеван.
Поред судбине владара и војсковођа, слепица из Гргуреваца је певала и о судбини слабих и незаштићених у временима општег страдања попут Косовке девојке.